# Morisot (cratère)
Pour les articles homonymes, voir Morisot.
Morisot est le nom d'un cratère d'impact présent sur la surface de Vénus. 
Le cratère a ainsi été nommé par l'Union astronomique internationale en 1994 en hommage à l'artiste peintre française Berthe Morisot.  
Son diamètre est de 48 km. Il se situe dans la région du quadrangle de Barrymore (quadrangle V-59). 